# Ougarou
Ougarou är en ort i Burkina Faso.   Den ligger i regionen Est, i den östra delen av landet, 180 km öster om huvudstaden Ouagadougou. Ougarou ligger 293 meter över havet och antalet invånare är 2 634.
Terrängen runt Ougarou är mycket platt. Runt Ougarou är det glesbefolkat, med 18 invånare per kvadratkilometer.. Det finns inga andra samhällen i närheten.
Trakten runt Ougarou består till största delen av jordbruksmark.